# Словен Смодлака
Словен Смодлака (Сплит, 21. јануар 1907 — Игало, 1977), доктор права, учесник Народноослободилачке борбе и дипломата СФР Југославије.

## Биографија
Рођен је 21. јануара 1907. године у Сплиту. 
У Паризу је завршио Правни факултет и дипломирао на Слободној школи политичких наука. Пре Другог светског рата је радио као адвокат. 
Током 1942. године је постао сарадник Народноослободилачког покрета (НОП) и илегално је деловао у Сплиту. На ослобођену територију је прешао 1943. године и тада је примио дужност секретара повереника за иностране послове у Националном комитету ослобођења Југославије (НКОЈ).   
После ослобођења Југославије налазио се у допломатској служби. Од 1944. до 1947. године био је заменик шефа југословенске делегације у Саветодавном већу у Италији, а до 1947. до 1948. године је био први саветник амбасаде ФНРЈ у Народној Републици Мађарској. Након тога се од 1948. до 1953. године био шеф протокола Министарству иностраних послова ФНРЈ, а од 1953. до 1958. године амбасадор и шеф Протокола председника ФНРЈ Јосипа Броза Тита. 
Од 1958. до 1963. године је био амбасадор ФНРЈ у Швајцарској, а од 1963. до 1969. године шеф Протокола председника СФРЈ и подсекретар у Генералном секретеријату председника СФРЈ. Пензионисан је 1969. године. 
Одликован је са неколико високих страних и југословенских одликовања.